# 마멘 카마초
마멘 카마초(스페인어: Mamen Camacho, 1980년 12월 16일 ~ )는 스페인의 배우이다.